# Олешко Світлана Юріївна
Світла́на Ю́ріївна Оле́шко (5 червня 1973, Харків — 19 грудня 2024, Варшава, Польща) — українська режисерка, директорка та режисерка театру-студії «Арабески».

## Життєпис
Світлана Олешко народилася 5 червня 1973 року в Харкові.
Навчалася в Харківському національному університеті імені Василя Каразіна, а також у пересувній академії виконавських мистецтв у Нідерландах, згодом у мистецькій школі стратегічного менеджменту в Словаччині. Проходила стажування в Польському інституті театру. У 1993—2019 роках — науковий співробітник Харківського літературного музею. У рідному Харкові ініціювала заснування  інституту Театру.
З початком широкомасштабного російського вторгнення працювала в Польському театрі імені Арнольда Шифмана. У січні 2024 року організувала читання при театрі воєнних текстів українських поетів і письменників, серед яких: Вікторія Амеліна, Сергій Жадан, Катерина Калитко та інші. У березні того ж року в згаданому драмтеатрі відбулася прем'єра її вистави «Харків, Харків», текст до якої написав Сергій Жадан.
Померла 19 грудня 2024 року у Варшаві на 51-му році життя, а 22 березня 2025 року її поховали в міському кладовищі №2 поряд з могилою Міська Барбари у Харкові.

### Арабески
Заснувала театр-студію «Арабески», в якому працювала директоркою і режисеркою. Під її керівництвом відбулися читання віршів поетів Розстріляного відродження.
У театрі поставила вистави «Енеїда» Івана Котляревського, «Червоний Елвіс» (2010) та «Радіошансон: вісім історій про Юру Зойфера» (2007, обидві за текстами Сергія Жадана), «Чорнобиль™» Українсько — польсько — білоруський документальний спектакль (2006) та інші.

## Сім'я
У першому шлюбі була одружена з українським поетом, письменником та громадським діячем Сергієм Жаданом, з яким мають сина Івана.
Вдруге вийшла заміж за українського музиканта й актора Міська Барбара, який раптово помер у 2021 році. Того ж року Світлана Олешко випустила його альбом «13 пісень про любов».